# يعبيص يونغ جاكسون
يعبيص يونغ جاكسون (بالإنجليزية: Jabez Young Jackson)‏ (و. 1790 – القرن 19 م) هو سياسي من الولايات المتحدة الأمريكية. ولد في سافانا.
وهو عضو في الحزب الديمقراطي الأمريكي.